# Markian Michailowitsch Popow

Grabbüste Popows auf dem Nowodewitschi-Friedhof

Markian Michailowitsch Popow (russisch Маркиан Михайлович Попов, wiss. Transliteration Markian Michajlovič Popov; * 2. Novemberjul. / 15. November 1902greg. in Ust-Medwedizkaja (heute Serafimowitsch, Oblast Wolgograd); † 22. April 1969 in Moskau) war ein sowjetischer Armeegeneral und von 1956 bis 1962 Erster Stellvertreter des Oberbefehlshabers der sowjetischen Landstreitkräfte. 1965 wurde er als Held der Sowjetunion ausgezeichnet.

## Leben

### Frühe Militärkarriere
Während des Russischen Bürgerkriegs trat Popow 1920 in die Rote Armee ein und im Jahr darauf (1921) auch in die Kommunistische Partei Russlands. Im Jahr 1925 besuchte er einen Lehrgang für Kommandeure. 1936 graduierte er an der Frunse-Militärakademie. Ab Mai 1936 wurde er Stabschef einer motorisierten Brigade, darauf Generalstabschef des 5. mechanischen Korps. Im Juni 1938 wurde er Stellvertreter Stabschefs, im September Generalstabschef und im Juli 1939 Kommandeur der 1. Rotbannerarmee in der Mandschurei. Am 4. Juni 1940 wurde er zum Generalleutnant befördert und im Januar 1941 übernahm er das Kommando im Militärbezirk Leningrad.

### Im Deutsch-Sowjetischen Krieg
Nach dem Kriegsausbruch übernahm er im Juni 1941 zunächst den Oberbefehl über die Nordfront gegen Finnland. Am 23. August 1941 wurde ihm die Leningrader Front übertragen, die auf Befehl des Hauptquartiers aus der Nordfront heraus gebildet wurde. Im November 1941 erhielt er zur Westfront versetzt den Oberbefehl über die bei Tula eingesetzte 61. Armee und eroberte Belew zurück. Zwischen 28. Juni und 3. Juli 1942 führte er die 48. Armee der Brjansker Front und danach bis Oktober die 40. Armee im Raum Woronesch. Seit dem 13. Oktober 1942 war er Stellvertreter Jerjomenkos als Kommandeur der Stalingrader Front. Am 8. Dezember 1942 erhielt er den Befehl der neu aufgestellten 5. Stoßarmee, welche starke Gegenangriffe gegen die Armeegruppe Hoth auf Kotelnikowo einleitete. Am 26. Dezember 1942 übernahm er die Position des stellvertretenden Kommandanten der Südwestfront und am 28. Dezember übernahm er bei der Südfront (unter Malinowski) kurzfristig den Oberbefehl über die am unteren Donez eingesetzte 5. Panzerarmee.
Nach dem Abschluss der Schlacht von Stalingrad wurde Ende Januar 1943 bei der Südwestfront (unter Nikolai Watutin) eine Panzergruppe mit vier Panzerkorps (4. Garde-, 3.,10. und 18. Panzerkorps) aufgestellt und dem Kommando von Markian Popow unterstellt. Im Zusammenwirken mit der Infanterie der 6. Armee (Generalleutnant Charitonow) gelang es der Panzergruppe Popow, die deutsche Front am oberen Donez auf fast 100 Kilometer Breite aufzureißen und bis auf 60 Kilometer Distanz auf Dnepropetrowsk durchzubrechen. Die Panzergruppe wurde Ende Februar zwar durch deutsche Gegenangriffe großteils zerschlagen, ermöglichte aber der nördlicher vorgehenden 3. Panzerarmee Charkow Mitte Februar 1943 zu befreien. Die Stadt ging einen Monat später wieder verloren.
Im April 1943 erhielt er den Befehl über die Reservefront (vorher Brjansker Front), die später in Steppenfront umbenannt wurde und am 23. April wurde er zum Generaloberst befördert. Am Höhepunkt der Schlacht bei Kursk griffen Popows Armeen Mitte Juli bei Orjol an und konnten am 17. September 1943 Brjansk befreien. Am 26. August 1943 wurde er erstmals zum Armeegeneral befördert und erhielt am 10. Oktober 1943 den Oberbefehl über die Baltische Front, die am 20. Oktober in 2. Baltische Front umbenannt wurde. Während des erfolgreichen Vorgehen der Leningrader Front auf Pskow scheiterte der Angriff seiner Armee am starken Widerstand der deutschen 16. Armee. Darauf wurde er am 20. April 1944 auf Anordnung Stalins abgesetzt und durch Armeegeneral Jerjomenko ersetzt. Der eigentliche Grund seiner Ablösung lag aber eher an seiner offenen Kritik am Mitglied des Kriegsrates der 2. Baltischen Front, N. A. Bulganin und dem Stellvertretenden Chef des Generalstabs, A. I. Antonow. Gleichzeitig wurde er auf den Rang eines Generalobersten degradiert. Am 23. April 1944 bis zum Ende des Krieges fungierte er unter Marschall Goworow nur mehr als Chef des Stabes bei der Leningrader Front.

### Nachkriegszeit
Nach dem Krieg kommandierte er bis 1946 die sowjetischen Truppen im Militärkreis von Lemberg, anschließend bis 1954 den Militärbezirk Tauris. Nach Stalins Tod erhielt er am 3. August 1953 seinen alten Rang als Armeegeneral zurück. Seit Januar 1955 war er stellvertretender Leiter, dann Chef der Hauptverwaltung Chef des Ausbildungswesens der Roten Armee. Im August 1956 wurde er Erster Stellvertreter des Oberbefehlshabers der sowjetischen Landstreitkräfte. Seit Juli 1962 fungierte er als Militärberater der Inspektorengruppe im Ministerium für Verteidigung. Am 7. Mai 1965 wurde er für seine Verdienste im Zweiten Weltkrieg nachträglich mit dem Held der Sowjetunion geehrt. Er verstarb am 22. April 1969 an einer Gasvergiftung in seinem Haushalt und wurde am Moskauer Nowodewitschi-Friedhof beigesetzt.